# Буэнависта (Сукре)
Буэнависта (исп. Buenavista) — город и муниципалитет на севере Колумбии, на территории департамента Сукре. Входит в состав субрегиона Ла-Сабана.

## История
Поселение, из которого позднее вырос город, было основано в 1776 году. Муниципалитет Буэнависта был выделен в отдельную административную единицу в 1968 году.

## Географическое положение

Муниципалитет Буэнависта

Город расположен на северо-востоке центральной части департамента, в пределах Прикарибской низменности, к западу от реки Магдалены, на расстоянии приблизительно 43 километров к востоку от города Синселехо, административного центра департамента. Абсолютная высота — 103 метра над уровнем моря.
Муниципалитет Буэнависта граничит на северо-западе с территорией муниципалитета Сан-Педро, на юго-западе — с муниципалитетом Синсе, на севере и востоке — с территорией департамента Боливар. Площадь муниципалитета составляет 144 км².

## Население
По данным Национального административного департамента статистики Колумбии, совокупная численность населения города и муниципалитета в 2015 году составляла 9552 человека.
Динамика численности населения муниципалитета по годам:
| 2005 | 2006 | 2007 | 2008 | 2009 | 2010 | 2011 | 2012 | 2013 | 2014 | 2015 |
| ---- | ---- | ---- | ---- | ---- | ---- | ---- | ---- | ---- | ---- | ---- |
| 8962 | 9026 | 9078 | 9138 | 9194 | 9261 | 9316 | 9375 | 9434 | 9502 | 9552 |

Согласно данным переписи 2005 года мужчины составляли 50,7 % от населения Буэнависты, женщины — соответственно 49,3 %. В расовом отношении белые и метисы составляли 98,8 % от населения города; негры, мулаты и райсальцы — 1,2 %.
Уровень грамотности среди всего населения составлял 82,5 %.

## Экономика
Основу экономики Буэнависты составляет сельское хозяйство.

47,1 % от общего числа городских и муниципальных предприятий составляют предприятия сферы обслуживания, 46,3 % — предприятия торговой сферы, 5,8 % — промышленные предприятия, 0,8 % — предприятия иных отраслей экономики.